# 20
| 20                 |
| ------------------ |
| Dødsfald - Fødsler |
|                    |

| Gregoriansk kalender | 20 XX                   |
| Ab urbe condita      | 773                     |
| Armensk kalender     | I/T                     |
| Kinesiske kalender   | 2716 – 2717 己卯 – 庚辰 |
| Etiopisk kalender    | 12 – 13                 |
| Jødisk kalender      | 3780 – 3781             |
| Hindukalendere       |                         |
| - Vikram Samvat      | 75 – 76                 |
| - Shaka Samvat       | N/A                     |
| - Kali Yuga          | 3121 – 3122             |
| Iransk kalender      | 602 BP – 601 BP         |
| Islamisk kalender    | 621 BH – 620 BH         |

Se også 20 (tal)